# 羟基藿烷酮
羟基藿烷酮（英語：hydroxyhopanone，或22-羟基藿烷-3-酮）是最早提纯的一种藿烷类化合物（Hopanoid），在20世纪50年代从达马树胶中分离出来，并在60年代实现了全合成。